# Вакар Микола Платонович
Микола Платонович Вакар (26 травня 1894 — 18 липня 1970) — російський політичний і громадський діяч, спеціаліст з російської філології, совєтології і історії, журналіст, публіцист, перекладач, письменник і художник . Доктор філології, магістр Гарвардського університету, професор Бостонського і Паризького університетів.
Учасник Першої світової і Громадянської воєн. Член ЦК кадетської партії, заступник П. Мілюкова по газеті «Последние новости». Організатор антибільшовицького підпілля в Києві . Разом з І. П. Демидовим у Франції входив до керівництва підривної антирадянської організації «Всеросійський національний центр». Член Бюро по зв'язках преси з Президією Російського Закордонного з'їзду в Парижі. Член Спілки російських письменників і журналістів в Парижі. Голова ревізійної комісії Асоціації іноземної преси у Франції. Один з організаторів Товариства вивчення народів Росії. Один з ініціаторів відновлення масонських лож в еміграції . Автор критичних публікацій про український та білоруський національний рух.

## Біографія
Народився 26 травня 1894 в родині дійсного статського радника Платона Модестовича Вакара і Євгенії Давидівни Лагутиної.
З 1910 року навчався на юридичних факультетах Московського і Київського університетів. У 1914 році на початку Першої світової війни був мобілізований в Російську імператорську армію.

## Участь у Першій світовій війні
З 20 вересня 1914 року доброволець 5-ї батареї 1-й Запасний артилерійської бригади. У 1915 році підвищений до звання прапорщика. У 1917 році наказом по Армії і флоту проведений в підпоручника — «За відзнаку в справах проти ворога». З 1917 року служив в артилерійських частинах, дослужився до поручника . За героїзм на фронті був нагороджений орденами Святого Станіслава і Святої Анни 3 ступеня з мечами і бантом і Георгіївськими хрестами 3-й і 4-го ступеня.

## Участь в Білому русі
З кінця 1917 р. учасник Громадянської війни, служив в Добровольчій армії у розвідувальному відділі. Кур'єр «Азбуки».
З 1919 року він стає членом Всеросійського національного центру і організатором антибільшовицького підпілля в Києві. У грудні 1919 року Вакар і колишній член Державної Думи Ігор Платонович Демідов виїхали громадською делегацією від імені головнокомандувача Збройними Силами Півдня Росії генерал-лейтенанта Антона Івановича Денікіна в Польщу.
У 1920 році емігрував до Франції, жив в Парижі. Був одним з ініціаторів відновлення масонських лож в еміграції. Працював на механічному заводі. Водночас відвідував лекції юридичного факультету Сорбонни. Допомагав Союзу Великої ложі Франції відправляти речові посилки в Росію. З 1920 року входив до керівництва підривної антирадянської організації «Центр дії», редагував журнал «Новь», що призначався для переправлення в СРСР.
У квітні 1922 року перейшов польсько-радянський кордон і пробрався до Києва, де розгорнув діяльність з підготовки нової, «національної революції», приступивши до створення мережі підпільних збройних осередків. Влітку 1923 року паризький «Центр дії» розпався, а київська організація була розкрита органами Державного політичного управління НКВС СРСР і ліквідована.
З 1924 по 1940 роки постійний співробітник видання «Последние новости» Павла Миколайовича Мілюкова, завідував відділом інформації, був секретарем редакції, регулярно публікував судові звіти, зокрема у справі викрадення генералів РОВС Євгена Карловича Міллера і Олександра Павловича Кутепова. Переклав на російську мову понад 50 романів французьких і англійських авторів.
З 1926 року обирався членом Бюро по зв'язках преси з Президією Російського Закордонного з'їзду в Парижі, членом Союзу російських письменників і журналістів в Парижі, головою ревізійної комісії Асоціації іноземної преси у Франції. У 1937 році виступив з доповіддю на зборах Республікансько-демократичного об'єднання. З 1938 року був одним з організаторів Товариства вивчення народів Росії і стежив за діяльністю українських та білоруських національних рухів за кордоном.

## Наукова діяльність
У 1940 році після поразки Франції у Другій світовій війні Вакар емігрував в США, викладав в університеті Бостона.
У 1945 році закінчив Гарвардський університет, захистив там докторську дисертацію по відділу слов'янської філології. Викладав російську і білоруську мови в Гарвардському та Бостонському університетах. Співпрацював з американськими журналами «Новоселье», «Новый журнал», газетах «Новое русское слово» і «Новая заря». Опублікував книги з російської філології, радянології і історії Білорусі. Після відставки у 1960 р. — професійний художник.
Помер 18 липня 1970 року в місті Сарасота, штат Флорида. Похований у Уотертауні, штат Міссісіпі, США.

## Сім'я
Був одружений із перекладачкою Гертрудою Павлівною Вакар, уродженою Клафтон (1904—1973). Старша дочка Катерина народилася в 1927 році, молодша Анна — в 1929 році. У 1940 році обидві дівчинки були евакуйовані з Франції в США . Молодша дочка, Анна Вакар, влаштувалася в Канаді і є одним з провідних канадських хайдзінов .